# Mandvi
Mandvi là một thành phố và khu đô thị của quận Kachchh thuộc bang Gujarat, Ấn Độ.

## Địa lý
Mandvi có vị trí 21°15′B 73°18′Đ / 21,25°B 73,3°Đ Nó có độ cao trung bình là 24 mét (78 feet).